# Rührreibpunktschweißen

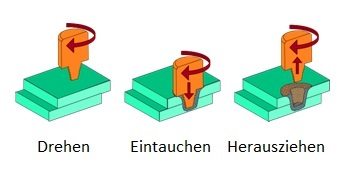
Rührreibpunktschweißverfahren

Das Rührreibpunktschweißen (englisch friction stir spot welding, FSSW) ist ein Pressschweißverfahren, das unterhalb des Schmelzpunktes der Werkstücke arbeitet. Es ist eine Variante des Rührreibschweißens.

## Verfahrensbeschreibung

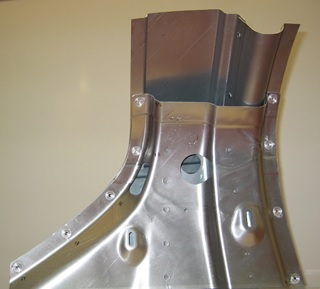
Rührreibpunktgeschweißte Blechbiegeteile

Beim Rührreibpunktschweißen werden einzelne Schweißpunkte erstellt, indem ein sich drehendes Werkzeug mit hoher Kraft in das obere von zwei Blechen gepresst wird, die im Überlappstoß übereinanderliegen. Durch die Reibungswärme und den hohen Druck wird das Werkstückmaterial plastifiziert, sodass die Spitze des Stiftes bis in die Fügezone zwischen den beiden Blechen eintaucht und dort die Oxide verrührt. Durch die Schulter wird wie beim Schmieden ein hoher Druck aufgebracht, durch den die Bauteile metallurgisch miteinander verbunden werden, ohne zu schmelzen. Das Werkzeug wird in die Bleche eingetaucht, bis die Schulter in Kontakt mit der Oberfläche des oberen Bleches ist. Nach einer kurzen Verweilzeit wird das Werkzeug wieder aus den Werkstücken herausgezogen, sodass etwa alle 5 Sekunden ein Schweißpunkt erstellt werden kann.
Das Werkzeug besteht aus einem sich drehenden Stift und einer Schulter. Der Stift ist der Teil des Werkzeuges, der in die Werkstoffe eindringt. Sowohl der Stift als auch die Schulter können profiliert sein, um das plastifizierte Material in eine spezielle Richtung zu fördern und um die Oxidhäute auf den aufeinanderliegenden Oberflächen effizient aufzubrechen und zu verrühren. Beim Einsatz von einteiligen Werkzeugen, die sich im Automobil- und Schienenfahrzeugbau bereits bewährt haben, bleibt nach dem Herausziehen des Werkzeugs ein Endloch zurück. Oft ist das sich drehende Werkzeug von einem nicht rotierenden Spannring umgeben, mit dem die Werkstücke vor und beim Eintauchen mit der Spannkraft fest aufeinandergepresst werden. Der Spannring kann auch dazu eingesetzt werden, das Herauspressen von plastifiziertem Material zu vermindern, um die Grat- oder Wulstbildung zu vermeiden, um Schutzgas aufzubringen oder um das Werkzeug über Druckluft zu kühlen.
Die wichtigsten Verfahrensparameter sind die Drehzahl und Anpresskraft. Daraus ergibt sich bei vorgegebenem Werkstückmaterial die Eintauchgeschwindigkeit. Moderne Punktschweißzangen können entweder über Positionsregelung oder Kraftregelung eingesetzt werden oder über eine produktspezifisch programmierte Kraft-Weg-Regelung. Häufig wird bis zum Erreichen einer vorgegebenen Eintauchtiefe über Positionsregelung gearbeitet und dann während der Verweilzeit auf Kraftregelung umgeschaltet. Auch während der kraftgeregelten Verweilzeit können gewisse Positionswerte vorgegeben werden, die nicht unter- oder überschritten werden sollen.

## Punktschweißzangen

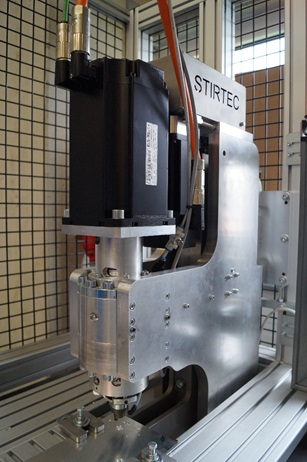
Punktschweißzange D-SWG an einer Konsole

Das Rührreibpunktschweißen wird mit einer Punktschweißzange durchgeführt, die an einer Konsole montiert ist, an einen Knickarmroboter angeflanscht oder manuell mit einem Balancer ans Bauteil geführt wird.

## Verfahrensvorteile
Das Rührreibpunktschweißen zeichnet sich durch eine Reihe von Verfahrensvorteilen aus. Eine etwaige Schädigung des Materials durch die extreme Hitze, wie sie etwa beim Laser- oder Lichtbogenschweißen entsteht, bleibt aus. Insbesondere bei warmausgelagerten Aluminiumlegierungen ist die Festigkeit in Schweißnaht und der wärmebeeinflussten Zone sehr viel höher als bei konventionellen Schweißverfahren.

## Industrieller Einsatz
Rührreibpunktschweißungen haben eine hohe Festigkeit, sodass sie auch für Teile geeignet sind, die besonders hohen Belastungen ausgesetzt sind. Neben dem Automobil- und Schienenfahrzeugbau entwickelt die Luft- und Raumfahrttechnik das Verfahren z. B. zum Verschweißen von tiefgezogenen Blechschalen auf Sitzrahmen von Flugzeugsitzen. In der Elektroindustrie können damit Aluminium und Kupfer verschweißt werden. Weitere Anwendungsmöglichkeiten gibt es im Fassaden- und Möbelbau, wo der geringe Wärmeeintrag, insbesondere bei eloxierten Blechen, zu hervorragenden optischen Eigenschaften führt.